# 부산 미륵사 불설대보부모은중경
미륵사 불설대보부모은중경(彌勒寺 佛說大報父母恩重經)은 한문 원문과 함께 한글(언해) 풀이 내용 및 변상도도 함께 새겨져 있으므로 17세기 초기 한글 연구 및 경상도지역의 방언 연구, 그리고 도상의 연구에서 중요한 자료적 가치를 가진 불경이다. 2018년 12월 5일 문화재 지정예고를 거쳐, 2019년 2월 13일 부산광역시의 문화재자료 제107호로 지정되었다.

## 지정 사유
미륵사 소장의 불설대보부모은중경(언해) 1권 1책은 한문 원문과 함께 한글(언해) 풀이 내용 및 변상도도 함께 새겨져 있으므로 17세기 초기 한글 연구 및 경상도지역의 방언 연구, 그리고 도상의 연구에서 중요한 자료적 가치를 가진다. 정만세 집안의 역사의식 등과 함께 지역사회의 목판 조성현황, 인출 당시의 장정형태와 종이 종류 등도 진단할 수 있는 원천자료이기도 하다. 그러면서 내지는 배접 등 2차례의 수리 흔적이 있으며, 원본 내용이 훼손․변형되어 있는 상태이다.
한편 1686년(숙종 12) 조성된 목판의 인출본이 2016년 2월 경상남도문화재자료 제620호(《김해 선지사 불설대보부모은중경》)로 지정되었으며, 1796년(정조 20) 수원 용주사(龍珠寺)에서 조성된 목판의 인출본도 2016년 6월 경상남도유형문화재 제596호(《양산 가사암 불설대보부모은중경》)로 지정되는 등 조사대상의 《불설대보부모은중경》(언해) 1책보다 늦은 시기에 조성된 목판의 인출본도 지역사회의 기록유산으로 등재된 사례가 있기도 하다. 이런 점을 고려하여 미륵사 소장 《불설대보부모은중경》(언해)의 인출본 1권 1책을 부산광역시 문화재자료로 지정하여 그 자료적 가치를 보존하는 방안을 논의할 필요가 있는 듯하다.

## 같이 보기
- 김해 선지사 불설대보부모은중경 - 경상남도 문화재자료 제620호
- 양산 가사암 불설대보부모은중경 - 경상남도 유형문화재 제596호

## 참고 문헌
- 부산 미륵사 불설대보부모은중경 - 국가유산청 국가유산포털